# ويليام كوكي
ويليام كوكي (بالإنجليزية: William Cooke)‏ (1915 في المملكة المتحدة - ) هو لاعب كرة قدم بريطاني في مركز مهاجم داخلي. لعب مع برادفورد سيتي وليدز يونايتد.